# カレイン・アクテレークテ
カレイン・アクテレークテまたはカーリーン・アクトルレクト（英語: Carlijn Achtereekte、1990年1月29日 - ）はオランダの女子スピードスケート選手である。オランダのデーフェンテル市出身であり、長距離を専門としている。
アクテレークテはオランダ国内での選手権大会（KNSB Dutch Single Distance Championships）では女子5000メートル種目において3つの銀メダルを獲得した。2015年にヘーレンフェーンで開催された世界距離別スピートスケート選手権大会では、女子5000メートル種目において、マルティナ・サーブリーコヴァーに次ぐ銀メダルを獲得した。また、2018年平昌オリンピックの女子3000メートル種目において金メダルを獲得している。

## 自己ベスト
| 自己ベスト記録（女子スピードスケート） | 自己ベスト記録（女子スピードスケート） | 自己ベスト記録（女子スピードスケート） | 自己ベスト記録（女子スピードスケート）                       | 自己ベスト記録（女子スピードスケート） |
| -------------------------------------- | -------------------------------------- | -------------------------------------- | ------------------------------------------------------------ | -------------------------------------- |
| 種目                                   | タイム                                 | 日付                                   | 場所                                                         | 備考                                   |
| 500m                                   | 39.87                                  | 2014年12月27日                         | Thialf（ヘーレンフェーン）                                   |                                        |
| 1000m                                  | 1:18.46                                | 2015年2月7日                           | Eisstadion Inzell（インツェル）                              |                                        |
| 1500m                                  | 1:58.32                                | 2015年1月31日                          | ヴァイキングスキーペット・オリンピック・アリーナ（ハーマル） |                                        |
| 3000m                                  | 3:58.63                                | 2017年12月1日                          | カルガリー                                                   |                                        |
| 5000m                                  | 6:54.49                                | 2015年2月13日                          | Thialf（ヘーレンフェーン）                                   |                                        |